# Albert Hopf
(Johann Ludwig) Albert Hopf (* 27. Mai 1815 in Neulewin; † 26. September 1885 in Berlin) war ein politisch-sozialkritischer Karikaturist und Satiriker.

## Leben und Werk
Seine Familie siedelte bald nach Berlin um. Ursprünglich war er in Stoff- und Tapetenfirmen Mustermaler, übte aber nach 1847 seinen Beruf nicht mehr aus. Mit 29 Jahren, also 1842, veröffentlichte er die ersten Karikaturen unter dem Pseudonym Hans Qualm. 1846 veröffentlichte er das liberale Monatsblatt Der Charlottenburger Beobachter.
Er gründete Ende 1847 den Berliner Charivari, der monatlich erscheinen sollte.
In dessen dritter Ausgabe (Februar 1848) veröffentlichte er einen Artikel mit dem Titel Der Matratzenball in Potsdam, der die Potsdamer Offiziersgesellschaft karikierte, und ihn in Konflikt mit dem Ober-Censur-Gericht brachte. Daraufhin wurde das Blatt umbenannt in Satan. Berliner Charivari. Es erschien auch mit einem anderen Layout, und Albert Hopf wurde nicht mehr als Urheber erwähnt (obwohl er das noch immer war). So erschienen die Nummern 4 (März) bis 6 (Mai).
Anstatt einer Nr. 7 des Satan erschien ab Mitte Juni 1848 Der Teufel in Berlin, der vom selben Verlag (Louis Hirschfeld) und beim selben Drucker (J. Draeger) herausgegeben wurde. Das Blatt wurde ebenfalls von Albert Hopf herausgegeben und zeigte sogar die gleiche Illustration, nämlich Satan, gekleidet als Mephisto.
1848–1854 mehrfach zu Gefängnisstrafen verurteilt und wiederholt aus Berlin und umliegenden Ortschaften ausgewiesen, lebte Hopf praktisch wie ein Landstreicher. Auch in dieser Zeit arbeitete er an seinen Figuren Nante und Brennecke weiter.
Seine Brennecke-Bände wurden wiederholt beschlagnahmt. Im Humoristisch-gemuethlichen Brennecke-Kalender auf das Schaltjahr 1852 spielte er darauf an, mit folgendem Vers:
Die Freiheit – liebes Publikum! der Presse,
Ist noch nicht sehr erstarkt. 
Wenn der Kalender zahm ist, so ermesse
Die Zeitumstände reiflich, und vergesse
Nur nicht den Molkenmarkt.
(Am Molkenmarkt befand sich zu dieser Zeit ein berüchtigtes Untersuchungsgefängnis)
Eine ausführliche Darstellung von Leben und Werk liefert Mary Lee Townsend: Humor als Hochverrat. Albert Hopf und die Revolution 1848", Berlin 1988. Darin auch eine in Hefte, Flugblätter, Stücke und Sonstiges unterteilte Bibliographie der bis 1988 bekannt gewordenen Schriften Hopfs.
Hopf, alias Anastasius Schnüffler, war „Haupt-Mitarbeiter“ des Neuer Berliner gemüthlicher Krakehler ab September 1854.
Auch war er freier Mitarbeiter des Kladderadatsch, eines wesentlich größeren Witzblattes mit Lesern in ganz Deutschland und Europa.
Das nächste Blatt, das er herausbrachte, war der Helmerding, der erst einige Monate lang unpolitische Satire veröffentlichte, ab September 1864 dann aber ebenfalls politisch wurde.
Er verfasste im Laufe seines Lebens mehrere hundert Witzhefte, Theaterstücke, Flugschriften, Kalender und Sammelbände.